# Park Maloti-Drakensberg
Park Maloti-Drakensberg (ang. Maloti-Drakensberg Park) – obszar ochrony przyrody w Republice Południowej Afryki i Lesotho, powstały w 2001 roku z połączenia Parku Narodowego Sehlabathebe w Lesotho i Parku uKhahlamba-Drakensberg w RPA. Obejmuje część pasma Gór Smoczych wraz z pasmem Maloti. W skład obszaru wchodzą także parki narodowe Golden Gate Highlands, QwaQwa i Royal Natal.

## Wpis na listę dziedzictwa UNESCO
W 2000 roku część tego obszaru znajdująca się na terenie Republiki Południowej Afryki (Park uKhahlamba-Drakensberg) została wpisana na listę światowego dziedzictwa UNESCO jako obiekt przyrodniczo-kulturowy ze względu na dużą różnorodność świata zwierząt oraz zachowane stanowiska sztuki prehistorycznej stworzonej przez Buszmenów. W 2013 roku wpis został poszerzony o obszary na terenie Lesotho i figuruje obecnie na liście jako Park Maloti-Drakensberg (Maloti-Drakensberg Park).